# Су-Лукаут
Су-Лукаут (англ. Sioux Lookout) — город в Северо-Западной Онтарио, расположенный в округе Кенора на высоте 390 метров над уровнем моря. Город также называют «Северным узлом» (англ. Hub of the North). Основу экономики составляет лесное хозяйство и туризм. На многочисленных озёрах в бассейне Инглиш-Ривер расположено много рыболовных стоянок. В летние месяцы население города увеличивается за счёт американских туристов. Историческим памятником является Umphreville Park.